# Laura Prepon
Laura H. Prepon (Watchung, New Jersey, 1980. március 7. –) amerikai színésznő.
Legismertebb szerepe Donna Pinciotti az Azok a 70-es évek show-ban. További ismert szerepe még Hannah Jane Daniels az ABC Október út című sorozatában. Vendégszerepelt a Castle című sorozatban, mint Natalie Rhodes aki a Castle könyve alapján készülő filmben Nikki Heatet játssza.

## Élete és pályafutása
Négy testvére van, egy bátyja és három nővére. A Watchung Hills Regional High Schoolra járt. Tanult a Total Theater Labnál New York Cityben, 15 éves korában kezdett el színjátszást tanulni, emellett táncot is tanult, balettet, jazzt, és modern táncot is. Színészi pályafutása előtt modellkedett Európa divatfővárosaiban, Párizsban és Milánóban.

## Filmjei
| Év          | Film                                       | Szerep            | Megjegyzés                                                                                            |
| ----------- | ------------------------------------------ | ----------------- | --- |
| 1995        | MCI Commercial                             | N/A               | Reklám                                                                                                |
| 1998 - 2006 | That '70s Show                             | Donna Pinciotti   | Tévésorozat, 201 epizód                                                                               |
| 2001        | Southlander: Diary of a Desperate Musician | Seven Equals Five | |
| 2002        | Slackers                                   | Reanna            | |
| 2004        | Lightning Bug                              | Angevin Duvet     | Executive producer, second unit director                                                              |
| 2004        | The Pornographer: A Love Story             |                   | |
| 2004        | King of the Hill                           | April             | "Talking Shop" epizód                                                                                 |
| 2004        | Halo 2                                     | Marine            | Video játék                                                                                           |
| 2005        | Romancing the Bride                        | Melissa           | |
| 2006        | Come Early Morning                         | Kim               | |
| 2006        | Karla                                      | Karla Homolka     | |
| 2007        | Once Upon a Time                           | The Witch         | rövidfilm                                                                                             |
| 2007        | The Chosen One                             | Rachel Cruz       | animációs film, szinkronhang                                                                          |
| 2007-2008   | October Road                               | Hannah Daniels    | Tévésorozat, 19 epizód                                                                                |
| 2008        | The Chosen One                             | Rachel Cruz       | |
| 2009        | Így jártam anyátokkal                      | Karen             | Tévésorozat – két epizód: "Bocs, tesó!" és az "A terasz" c. részekben, lehetőség további megjelenésre |
| 2009        | In Plain Sight                             | Lauren Hefferman  | Tévésorozat – "A Frond In Need" epizód, valószínűleg további részekben is szerepelni fog              |
| 2013-2019   | Orange Is The New Black                    | Alex Vause        | Sorozat                                                                                               |